# MyAnimeList
MyAnimeList, a menudo abreviado como MAL, es una comunidad virtual de catalogación y red social de anime y manga. El sitio web proporciona a sus usuarios un sistema basado en listas para organizar y puntuar anime y manga. Incluye una amplia base de datos de anime y manga, facilita encontrar material nuevo para visualizar en función de las puntuaciones que cada usuario haya dado y permite conectar con usuarios que compartan gustos similares.
Es la red social de anime y manga más utilizada en occidente con alrededor de 120 millones de visitantes al mes en el año 2015.

## Historia
MyAnimeList se puso en marcha en abril de 2006 por Garrett Gyssler y la mantuvo él solo hasta 2008. Originalmente el sitio web se llamaba AnimeList, pero Garret Gyssler decidió incorporar el posesivo "My" al inicio, siguiendo la moda de la red social más importante en aquellos años: Myspace, pasando a usar el nombre por el que se conoce en la actualidad: MyAnimeList. El 4 de agosto de 2008, CraveOnline, un sitio web de estilo de vida masculino con sede en Los Ángeles propiedad de la compañía de medios de comunicación Evolve Media, adquirió MyAnimeList. En 2015, DeNA, una empresa japonesa especializada en videojuegos sociales, aplicaciones móviles y comercio electrónico, compró MyAnimeList a CraveOnline.
El 8 de marzo de 2018, MyAnimeList abrió una tienda de manga en línea en el propio sitio web, en asociación con Kodansha Cómics y Viz Media. MAL estuvo inaccesible durante varios días en mayo y junio de 2018 por razones de mantenimiento, alegando problemas de seguridad y privacidad, realizando diversos cambios para cumplir con la regulación GDPR de la Unión Europea.  En enero de 2019 Media Do Holdings, una compañía japonesa especializada en distribución de libros y eBooks, compró MyAnimeList.

## Características
En cuanto a animación, el sistema de catalogación de MyAnimeList incluye anime (animación japonesa), aeni (animación coreana), y donghua (animación china).  De modo similar, MyAnimeList cataloga manga (cómics japoneses), manhwa (cómics coreanos), manhua (cómics chinos), así como dōjinshi (cómics de seguidor) y novelas ligeras. Los usuarios pueden escribir comentarios sobre los capítulos de cada película o serie de animación, o de cada libro, escribir recomendaciones, etc. Incluye un sistema de puntuación para valorar cada obra y un sistema de etiquetado personalizable. Incluye un foro con muy diversos temas relacionados con todos estos productos culturales.

### Puntuación
MyAnimeList permite a los usuarios puntuar el anime y manga en una escala del 1 a 10. Estas puntuaciones son procesadas por el sitio web para dar a cada obra un rango de mejor a peor, muy similar a otras comunidades de catalogación virtuales. El rango de cada obra está calculado dos veces al día utilizando la siguiente fórmula:
{\displaystyle R={\frac {vS+mC}{v+m}}}
Dónde {\displaystyle v} representa el número total de votos de los usuarios, {\displaystyle S} la nota media de usuario, {\displaystyle m} el número mínimo de votos requerido para obtener una puntuación calculada (actualmente 50), y {\displaystyle C} la puntuación media en toda la base de datos de anime/manga. Sólo se calculan las puntuaciones en las que un usuario ha completado al menos el 20% del anime o manga.